# La corrispondenza
Pour plus de détails, voir Fiche technique et Distribution.
La corrispondenza est un film italien réalisé par Giuseppe Tornatore, sorti en 2016.

## Fiche technique
- Titre : La corrispondenza
- Réalisation : Giuseppe Tornatore
- Scénario : Giuseppe Tornatore
- Musique : Ennio Morricone
- Pays de production : Italie
- Langue de tournage : anglais
- Format : Couleurs - 2,35:1
- Genre : drame
- Durée : 116 minutes
- Date de sortie : 2016

## Distribution
- Jeremy Irons : Ed Phoerum
- Olga Kurylenko : Amy Ryan
- Shauna Macdonald : Victoria
- Simon Johns : Jason
- James Warren : Rick
- Oscar Sanders : Nicholas
- Paolo Calabresi : Prescatore Ottavio